# Diaphania oriolalis
Diaphania oriolalis là một loài bướm đêm trong họ Crambidae.